# حزب دموکرات مسیحی (سوئد)
حزب دموکرات مسیحی (به سوئدی: Kristdemokraterna) یک حزب سیاسی دموکرات مسیحی در سوئد است. این حزب در سال ۱۹۶۴ تاسیس شد و نخستین بار در سال ۱۹۸۵ موفق به ورود به ریکسداگ گردید. رهبر کنونی حزب ابا بوش است که از سال ۲۰۱۵ در این مقام قرار گرفته. در جدیدترین انتخابات سراسری سوئد در سال ۲۰۱۸ این حزب موفق به کسب ۶٫۳۲٪ آرا و ۲۲ کرسی در ریکسداگ شد. حزب دموکرات مسیحی همچنین ۲ نماینده در پارلمان اروپا دارد.